# 有賀正
有賀 正（あるが ただし、1931年（昭和6年）4月29日 - 2017年（平成29年）4月22日）は、第12代松本市長、松本広域連合長（初代）、長野県議会議員（民社党公認）、長野県農業後継者育成協会長。長野県東筑摩郡並柳村生まれ。ハード事業（箱物行政）に積極的であった。

## 経歴
- 1949年 - 長野県松本県ヶ丘高等学校卒業、農業に従事する。
- 1964年～1970年 - 松本市農業委員。
- 1971年 - 長野県議会議員に初当選。
- 1992年3月 - 松本市長に初当選。
- 1996年3月 - 再選。
- 2000年3月12日 - 3選。
- 2004年3月14日 - 4選を目指し選挙戦を戦うが落選。市長には菅谷昭が当選。
- 2008年9月26日 - 松本市名誉市民となる[3]。
- 2017年4月22日- 松本市で85歳で死去。

## 政策
ハードウェア重視の公共事業を多く手がけ、都市整備に力を入れていた。また財政政策にも力を入れ、起債制限比率を1割台とし、経常収支比率を70%台として、健全財政を保った。
在任中に掲げた主な政策はまつもと市民芸術館の建設や、松本市の費用全額負担による篠ノ井線新駅建設のほか、国道19号の4車線化や中信地域の大合併による中核市への移行などがあった。
都市整備、財政手腕に対しての評価が高かった一方で、強引な政治手法に対しての反発は少なくなかった。
特に、公約であった老朽化した市民会館の取り壊し・市民芸術館の建設に際して、競争入札の不透明さや使い勝手の良い市民会館から用途が限定されるオペラ劇場への転換、145億円（松本市の負担額は55%）もの建設費を投じることから反対運動が起こった。また、「中南信地域の代表者」を僭称し、ことあるごとに県（特に当時の知事・田中康夫に対して）と衝突することがあった。
これらの不満が2004年の市長選挙で、一気に噴出すかたちとなり、多選・高齢批判もあり、落選した。